# Psaliodes cupreipennis
Psaliodes cupreipennis là một loài bướm đêm trong họ Geometridae.